# Contrato de arras
El contrato de arras o arras, también conocido como anticipo, o señal, es un contrato privado donde las partes pactan la reserva de la compraventa de bienes muebles o inmuebles (como podría ser una vivienda o un automóvil), entregándose como prueba una cantidad de dinero en concepto de señal. Forma parte de los denominados precontratos, dado que lo que se está contratando es la obligación de firmar un contrato (el de compraventa) en el futuro.

## Tipos de contratos de arras
Existen tres tipos de arras en función de la intención de las partes:
1. Confirmatorias: como parte de pago del precio total. Si una de las partes no cumple, la otra puede exigirle el cumplimiento del contrato o su resolución y la indemnización de los daños y perjuicios ocasionados.
2. Penitenciales: cantidad que perderá el comprador o deberá devolver dobladas el vendedor en caso de que no se realice la compraventa.
3. Penales: cantidad que perderá el comprador. No obstante, el comprador no se desliga de la obligación incumplida, que puede ser exigida coactivamente. A diferencia de las arras penitenciales, el vendedor no podrá desistir del contrato. No dejan de ser una cláusula penal entregada anticipadamente, luego se aplicará su normativa.

En el Contrato de Arras deberá aparecer todo lo acordado entre el comprador y el vendedor. Como regla general, este contrato deberá contemplar como mínimo:
- Datos personales de comprador y vendedor, con sus correspondientes documentos de identidad.
- Una descripción del bien. Es evidente que si se firma un contrato de arras como paso previo al contrato de compraventa, tendrá que describirse la propiedad en venta para que no haya lugar a dudas. En este sentido, el Contrato de Arras deberá contener datos como la ciudad en la que se encuentra el bien, dirección, la superficie… y sin olvidar señalar si existe por ejemplo un garaje o un trastero.
- Precio final por el que va a adquirir el bien.
- Cantidad de dinero que se pagará en concepto de señal, especificando de forma clara que dicha cantidad es a cuenta de la compra venta de la propiedad y que se descontará del precio final de la vivienda en el momento de firmar la escritura. Recuerda además que si la vivienda es de nueva construcción, dependiendo del país, podrá estar gravada con un impuesto adicional.
- Tiempo máximo para formalizar la venta.
- Posibles cargas de la propiedad.
- Reparto de los gastos de compraventa

En el caso de que la parte compradora no desee continuar adelante con el contrato y no hayan mediado arras, el vendedor debe requerir al comprador para que cumpla su obligación.
En el caso de que este no lo haga, procederá a resolver el contrato, debiendo valorarse por el Juez la cantidad que debe devolver el vendedor al comprador.
La gente normalmente confunde arras y señal, y es frecuente ver en los contratos los dos términos colocados uno detrás del otro, cuando ambos tienen un significado y, sobre todo, unas obligaciones, totalmente distintas.
En caso de discrepancia el concepto que prima es el de la primera acepción, excepto si del contenido del contrato se desprende que no es ese el significado.
A veces puede pasar que en el enunciado del contrato se haga constar la palabra arras, pero luego en el desarrollo del contrato no exista tal concepto, constando tan solo diferentes plazos de entrega y fecha de vencimiento.

## Errores comunes y consejos en los contratos de arras
Al gestionar un contrato de arras, es fundamental evitar ciertos errores comunes que pueden llevar a disputas legales y pérdidas financieras. Entre los errores más frecuentes se encuentra la falta de claridad en la redacción de las cláusulas del contrato, especialmente en lo que respecta al precio de venta y las cantidades entregadas como arras. Además, es crucial asegurarse de que las firmas de todas las partes involucradas sean auténticas y válidas para evitar la invalidez del contrato.
Un aspecto a tener en cuenta es la condición del inmueble, donde es recomendable realizar inspecciones detalladas y divulgar cualquier vicio oculto antes de formalizar el contrato. Asimismo, las responsabilidades financieras adicionales, como gastos de comunidad o mejoras pendientes, deben quedar claramente establecidas en el contrato.
Finalmente, es esencial planificar adecuadamente los pagos internacionales y entender las implicaciones legales de posibles incumplimientos contractuales para asegurar una transacción exitosa y sin contratiempos.